# Tetela de Ocampo
Tetela de Ocampo es una localidad del estado mexicano de Puebla. Es cabecera del municipio de Tetela de Ocampo.

## Demografía
| Gráfica de evolución demográfica |
|                                  |

| Censo | Población |
| ----- | --------- |
| 1900  | 4 961     |
| 1910  | 1 106     |
| 1921  | 727       |
| 1930  | —         |
| 1940  | 707       |
| 1950  | 865       |
| 1960  | 964       |
| 1970  | 1 149     |
| 1980  | 1 595     |
| 1990  | 2 485     |
| 1995  | 3 102     |
| 2000  | 3 892     |
| 2005  | 4 232     |
| 2010  | 4 383     |
| 2020  | 5 612     |